# Indonesische Unabhängigkeitserklärung
Die indonesische Unabhängigkeitserklärung erfolgte am Freitag, dem 17. August 1945. Sukarno trug den von ihm und Mohammad Hatta unterzeichneten Text in seinem Haus in Jakarta vor.

## Hintergrund
Schon am 7. August 1944 hatte der japanische Premierminister Koiso Kuniaki in einer Parlamentssitzung angekündigt, „Ostindien“ die Unabhängigkeit gewähren zu wollen, ohne jedoch ein Datum zu nennen.
Fast genau ein Jahr nach Koisos Ankündigung, am 6. August 1945, wurde von den Vereinigten Staaten eine Atombombe auf Hiroshima abgeworfen. Dies wurde zunächst nur gerüchteweise bekannt, was aber dennoch zur Demoralisierung der japanischen Streitkräfte beitrug.
Einen Tag später wurde in Jakarta der Rat zur Untersuchung der Vorarbeiten für die Unabhängigkeit Indonesiens (BPUPKI) in Vorbereitungskomitee für die Unabhängigkeit Indonesiens (PPKI) umbenannt, um den Wunsch und das Ziel der Erreichung der Unabhängigkeit Indonesiens stärker zu betonen. Am 9. August 1945 wurde die zweite Atombombe auf Nagasaki abgeworfen, was schließlich zur Kapitulation Japans gegenüber den Vereinigten Staaten und ihren Alliierten führte.

### Reise von Sukarno und Hatta zu Marschall Terauchi nach Đà Lạt
Sukarno und Hatta, die Vorsitzenden des PPKI, sowie Radjiman Wedyodiningrat als ehemaliger Vorsitzender des BPUPKI flogen nach Đà Lạt, 250 km nordöstlich von Saigon, um Marschall Terauchi Hisaichi zu treffen, der ihnen mitteilte, dass die japanischen Streitkräfte der Niederlage nahe seien und der von ihnen besetzten Kolonie Niederländisch-Indien die Unabhängigkeit gewähren würden. Gleichzeitig hatte Sutan Syahrir am 10. August 1945 im Radio gehört, dass Japan sich den Alliierten ergeben hatte, was die Japaner selbst zu diesem Zeitpunkt noch nicht offiziell bestätigt hatten.
Terauchi erklärte Sukarno, Hatta und Radjiman am 12. August 1945, dass die japanische Regierung bereit sei, Niederländisch-Indien die Unabhängigkeit zu gewähren und dass die Unabhängigkeitserklärung in einigen Tagen, je nach Wunsch des PPKI, erfolgen könne. Japan wolle die Unabhängigkeit jedoch am 24. August gewähren.
Zwei Tage später, als Sukarno, Hatta und Radjiman aus Đà Lạt zurückgekehrt waren, und Hatta Sutan Syahrir über das Ergebnis des Treffens berichtet hatte, forderte Syahrir Sukarno auf, sofort die Unabhängigkeit zu erklären, um eine Spaltung der Nationalisten in pro- und antijapanische Kräfte zu verhindern. Syahrir befürchtete, dass das Ergebnis des Treffens von Đà Lạt eine Falle der Japaner sei, da Japan sich ohnehin jeden Moment den Alliierten würde ergeben müssen. Sukarno war noch nicht überzeugt, dass Japan tatsächlich kapituliert hatte und befürchtete, dass die Unabhängigkeitserklärung zu diesem Zeitpunkt zu einem großen Blutvergießen führen würde und fatale Folgen haben könnte, wenn die indonesischen Freiheitskämpfer noch nicht bereit wären. Sukarno erinnerte daran, dass Syahrir nicht das Recht hatte, die Unabhängigkeit zu erklären, weil hierzu nur die PPKI berechtigt sei. Hierauf erwiderte Syahrir, dass das PPKI von den Japanern gegründet worden sei und eine Unabhängigkeitserklärung durch das PPKI wie ein Geschenk Japans wirken würde.

### Kapitulation Japans
Am 15. August 1945, der seitdem als V-J-Day gilt, wurde die Kapitulation Japans im Radio bekanntgegeben. Die japanischen Land- und Seestreitkräfte hatten Indonesien zwar noch in ihrer Macht, Japan hatte jedoch zugesagt, die Macht in Indonesien an die Alliierten zu übergeben. Sutan Syahrir, Wikana, Darwis und Chaerul Saleh hörten dies in den Nachrichten der BBC. Als sie die Gerüchte gehört hatten, dass Japan in die Knie gehen würde, drängten die jüngeren die älteren zur baldigen Erklärung der Unabhängigkeit Indonesiens. Die Älteren wollten jedoch nichts überstürzen. Sie wollten nicht, dass es bei der Unabhängigkeitserklärung zu Blutvergießen kommt. Es wurden Beratungen im Rahmen des PPKI durchgeführt. Die Jüngeren waren mit diesen Gesprächen nicht einverstanden, weil das PPKI von den Japanern errichtet worden war. Sie wollten die Unabhängigkeit aus eigener Kraft, ohne japanische Hilfe.
Sukarno und Hatta suchten die Büros der japanischen Militärverwaltung (Gunsei) am Koningsplein (Königsplatz; heute: Medan Merdeka, Freiheitsplatz) auf, um Bestätigung zu erhalten, doch die Büros waren leer.
Sukarno und Hatta fuhren daraufhin mit Soebardjo zum nahegelegenen Verbindungsbüro der japanischen Marine. Der Verbindungsoffizier, Konteradmiral Maeda Tadashi, der das indonesische Streben nach Unabhängigkeit unterstützte, gratulierte ihnen zu ihrem Erfolg in Đà Lạt. Gleichzeitig erklärte er, dass er noch keine Bestätigung aus Tokyo erhalten habe und weiter auf Anweisungen von dort warte. Nach dem Besuch bei Maeda bereiteten Sukarno und Hatta sofort ein Treffen des PPKI für den 16. August, 10.00 Uhr, im Büro an der Jalan Pejambon 2 vor.
Am folgenden Tag drängten junge Männer aus einigen Gruppen stärker auf die Machtübernahme. Das Treffen des PPKI am 16. August fand jedoch nicht statt, da Sukarno und Hatta nicht erschienen.

### Entführung von Sukarno und Hatta nach Rengasdengklok
Die jungen Kämpfer, darunter Chaerul Saleh, Sukarni und Wikana, hatten die Geduld verloren. Am 16. August hatten sie Sukarno und Hatta daher mit Hilfe von Shodanchō Singgih, einem Soldaten der Armee der Vaterlandsverteidiger (Pembela Tanah Air, PETA) und anderen jungen Kämpfern in die PETA-Garnison nach Rengasdengklok gebracht; angeblich, um ihn vor einem bevorstehenden Aufstand zu schützen.
Es fand jedoch kein Aufstand statt, und Sukarno erkannte, dass er gezwungen werden sollte, ohne japanische Mitwirkung die Unabhängigkeit zu erklären. In Jakarta diskutierte währenddessen die Gruppe der Jungen, darunter Wikana, mit der Gruppe der Alten, darunter der Jurist Ahmad Soebardjo. Soebardjo war damit einverstanden, die Unabhängigkeit Indonesiens in Jakarta zu erklären, und es gelang ihm, die jungen Leute zu überzeugen, die Unabhängigkeitserklärung nicht zu überstürzen. Da Konteradmiral Maeda wissen ließ, dass er dafür sorgen könne, dass die Japaner nichts gegen die Unabhängigkeitserklärung unternehmen würden, wenn Sukarno und Hatta sicher nach Jakarta zurückgebracht würden, wurde Yusuf Kunto damit beauftragt, mit Soebardjo nach Rengasdengklok zu fahren und Sukarno und Hatta nach Jakarta zurückzubringen.

### Treffen von Sukarno und Hatta mit Generalmajor Nishimura
Am Abend des 16. August waren Sukarno und Hatta wieder in Jakarta. Zusammen mit Maeda suchten sie Generalmajor Yamamoto Moichiro, den Chef der Militärregierung (Gunseikan), auf. Dieser war jedoch nicht bereit, sie zu empfangen, und verwies sie stattdessen an Generalmajor Nishimura Otoshi, den Leiter der Abteilung für allgemeine Angelegenheiten der Militärregierung. Dieser setzte sie davon in Kenntnis, dass laut einem am Mittag des 16. August aus Tokyo eingegangenen Befehl der status quo aufrechterhalten werden solle, so dass die Genehmigung zur Vorbereitung der Unabhängigkeitserklärung nicht wie von Marschall Terauchi in Đà Lạt versprochen erteilt werden könne. Vorgesehen war nun, dass die Japaner noch so lange die Macht ausüben sollten, bis sie von britischen Truppen unter dem Kommando Lord Mountbattens abgelöst werden konnten, welche später ihrerseits das Land an die Niederländer übergeben sollten.
Sukarno und Hatta drückten ihr Bedauern aus und fragten Nishimura sarkastisch, ob ein dem Bushidō verpflichteter Offizier, der sein Versprechen bricht, wohl auf das Mitleid der Alliierten zählen könne. Letzten Endes baten Sukarno und Hatta Nishimura darum, die Arbeit des PPKI nicht zu behindern, und Unkenntnis vorzutäuschen. Angesichts der heißen Diskussion hatte Maeda unauffällig den Raum verlassen, weil er von Nishimura daran erinnert worden war, dass der Befehl aus Tokyo befolgt werden müsse, und ihm bewusst war, dass er als Marineoffizier im Bereich der Landstreitkräfte keinen Einfluss hatte.

### Abfassung der Unabhängigkeitserklärung
Sukarno und Hatta nahmen das Angebot Maedas an, das Treffen des PPKI in seinem Haus abzuhalten und begaben sich dorthin, um den Erklärungstext abzufassen. Nachdem Maeda Sukarno und Hatta, die er bei Nishimura verlassen hatte, begrüßt hatte, zog er sich in sein Schlafzimmer zurück.
Sukarno, Hatta und Soebardjo verfassten im Esszimmer des Konteradmirals den Text, wie von Sukarni, B. M. Diah, Sudiro (Mbah) und Sayuti Melik, die sich in einem Vorraum aufgehalten hatten, bezeugt wurde. Die Diskussion zwischen der Gruppe der Jüngeren und der Gruppe der Älteren über den Inhalt der Unabhängigkeitserklärung dauerte von 02.00 bis 04.00 Uhr. Die jüngeren verlangten eine in dramatischer, feuriger Sprache abgefasste Erklärung. Obwohl dies, wie Sukarno später mit einiger Übertreibung sagte, der Moment werden sollte, in dem die dreihundertfünfzigjährige Kolonialisierung durch die Niederlande endet, wollte er vor allem vermeiden, die Japaner zu provozieren oder einen Aufstand hervorzurufen, und verfasste einen betont sachlichen und schnörkellosen Text, den er selbst niederschrieb; Sukarni schlug vor, dass der Text von Sukarno und Hatta im Namen des indonesischen Volkes unterschrieben werden solle. Sayuti schrieb den Text ins Reine und tippte ihn auf der Schreibmaschine ab.

### Text der Unabhängigkeitserklärung
| Fassung   | indonesisch | deutsche Übersetzung |
| --------- | --- | --- |
| Entwurf   | Proklamasi Kami bangsa Indonesia dengan ini menjatakan kemerdekaan Indonesia. Hal2 jang mengenai pemindahan kekoeasaan d.l.l., diselenggarakan dengan tjara saksama dan dalam tempoh jang sesingkat-singkatnja. Djakarta, 17-8-45 Wakil2 bangsa Indonesia.                                         | Erklärung Wir, die indonesische Nation, erklären hiermit die Unabhängigkeit Indonesiens. Die Angelegenheiten im Zusammenhang mit dem Machtwechsel usw. werden sorgfältig und so zügig wie nur möglich erledigt. Djakarta, 17-8-45 Die Vertreter der Indonesischen Nation.                                         |
| endgültig | Proklamasi Kami bangsa Indonesia dengan ini menjatakan kemerdekaan Indonesia. Hal-hal jang mengenai pemindahan kekoeasaan d.l.l., diselenggarakan dengan tjara seksama dan dalam tempo jang sesingkat-singkatnja. Djakarta, hari 17 boelan 8 tahoen 05 Atas nama bangsa Indonesia. Soekarno/Hatta. | Erklärung Wir, die indonesische Nation, erklären hiermit die Unabhängigkeit Indonesiens. Die Angelegenheiten im Zusammenhang mit dem Machtwechsel usw. werden sorgfältig und so zügig wie nur möglich erledigt. Djakarta, am 17. Tag des Monats 8 des Jahres 05 Im Namen der Indonesischen Nation Soekarno/Hatta. |

## Die Verlesung der Unabhängigkeitserklärung

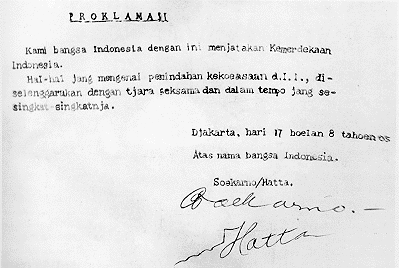
Der Originaltext der Unabhängigkeitserklärung

Zunächst sollte die Erklärung am Morgen desselben Tages im Ikada-Stadion (Lapangan Ikada) verlesen werden, die Zeremonie wurde dann aber aus Sicherheitsgründen in das Haus Sukarnos verlegt. Unter den wenigen Anwesenden waren Soewirjo, Wilopo, Gafar Pringgodigdo, Tabrani und S. K. Trimurti. Die Zeremonie begann um 10.00 Uhr, indem Sukarno frei sprechend die Unabhängigkeitserklärung vortrug.
Anschließend wurde die einige Tage zuvor von Fatmawati genähte Flagge Indonesiens gehisst. Zunächst war Trimurti darum gebeten worden, die Flagge zu hissen, aber er lehnte ab, da er es besser fand, dass die Flagge durch einen Soldaten gehisst wird. Die Wahl fiel auf Latief Hendraningrat, einem Soldaten der Armee der Vaterlandsverteidiger (PETA), der von Soehoed unterstützt wurde. Die Flagge wurde ihm von einer jungen Frau auf einem Tablett überreicht. Nach dem Hissen der Flagge wurde das Lied Indonesia Raya gesungen, und der damalige stellvertretende Bürgermeister von Jakarta, Dr. Moewardi, der Führer der Front der Pioniere (Barisan Pelopor), hielt eine Rede.
Sofort nach dem Ende der Zeremonie eilten etwa 100 Angehörige der Front der Pioniere, angeführt von S. Brata, herbei, da sie von der Verlegung der Zeremonie vom Ikada-Stadion in Sukarnos Haus zu spät erfahren hatten. Sie forderten Sukarno auf, die Unabhängigkeitserklärung erneut zu verlesen, was er ablehnte. Schließlich sprach Hatta kurz zu ihnen.
Am 18. August 1945 wurde vom PPKI das Grundgesetz (Undang-Undang Dasar, UUD) als Grundlage der Republik Indonesien verabschiedet; es wurde später als UUD 45 bezeichnet. Somit wurde die Regierung des einheitlichen Staates Indonesien in der Form der Republik (NKRI) begründet, die später durch die Volksversammlung (Majelis Permusyawaratan Rakyat, MPR) vervollständigt werden sollte.
Anschließend wurden Sukarno und Hatta auf Antrag von Oto Iskandardinata durch das PPKI als erster Präsident und Vizepräsident der Republik Indonesien eingesetzt. Präsident und Vizepräsident wurde durch ein Nationalkomitee unterstützt.
Erst am 27. Dezember 1949 sollten die Niederlande jedoch die Unabhängigkeit Indonesiens anerkennen.

## Gedenken an den 17. August 1945
Jedes Jahr am 17. August wird der Tag der Unabhängigkeitserklärung vom indonesischen Volk groß gefeiert. An den Feiern, die von traditionellen Wettbewerben, zum Beispiel im Baumklettern und Krupukessen bis zur militärischen Zeremonie im Präsidentenpalast reichen, beteiligt sich die gesamte Gesellschaft.

### Traditionelle Wettbewerbe
In kleinen Städten und Dörfern werden oft Wettbewerbe am Tag der Unabhängigkeitserklärung durchgeführt:
- Baumklettern (panjat pinang)
- Holzsandalenrennen (balap bakiak)
- Tauziehen (tarik tambang)
- Langsamfahren mit dem Fahrrad (sepeda lambat)
- Krupuk-Wettessen (makan kerupuk)
- Sackhüpfen (balap karung)
- Kissenschlacht (perang bantal)
- Ballonplatzen (pemecahan balon)
- Münzen im Mehl suchen (pengambilan koin dalam terigu)
- Murmellaufen (lari kelereng)

### Gedenken an die Unabhängigkeitserklärung
Sukarno verliest die Erklärungⓘ
Die Gedenkzeremonie (upacara) im Präsidentenpalast wird vom Präsidenten der Republik Indonesien geleitet. Sie wird für gewöhnlich von allen Fernsehsendern live übertragen. Die Zeremonie, die am Morgen des Tages abgehalten wird, besteht unter anderem aus: Kanonenschüssen und Sirenenalarm, Hissen der Flagge, Verlesen des Erklärungstextes. Am Abend des Tages wird die Flagge feierlich eingeholt.

## Galerie

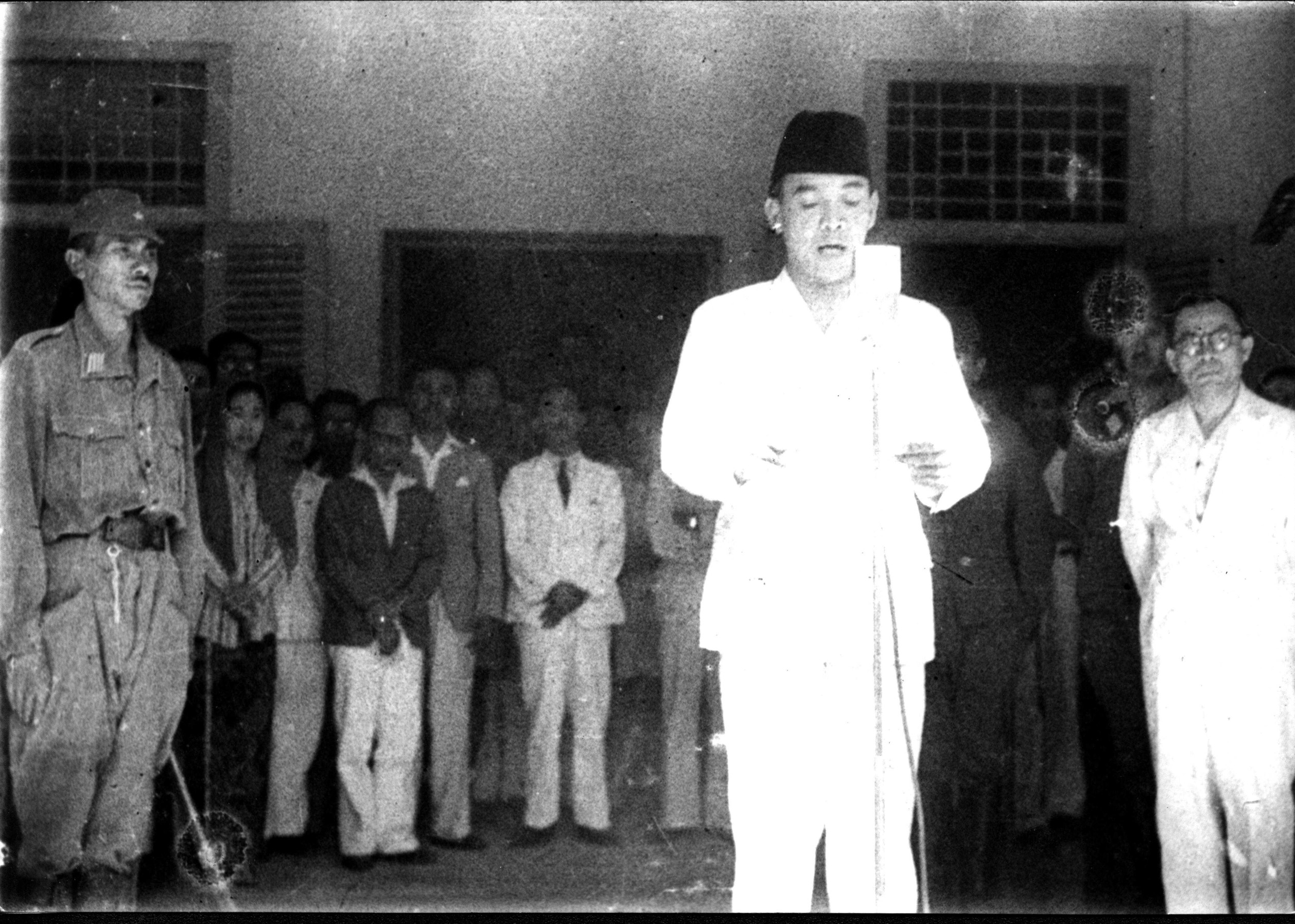
Sukarno verliest die Unabhängigkeitserklärung
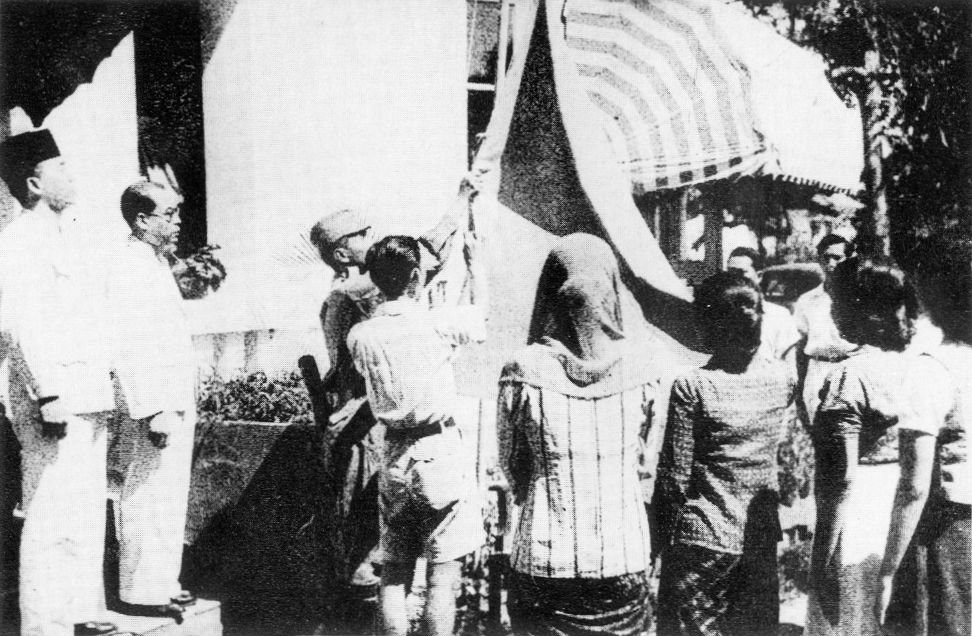
Hissen der Flagge nach dem Verlesen der Unabhängigkeitserklärung
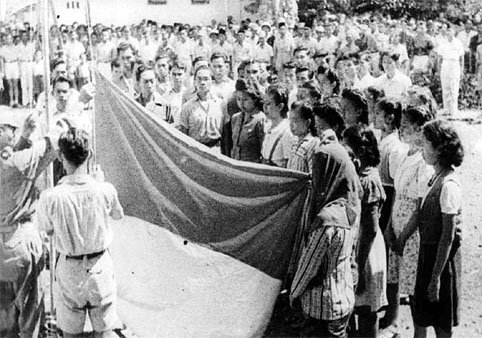
Die indonesische Flagge wird am 17. August 1945 gehisst